# Miguel Primo de Rivera
Miguel Primo de Rivera y Orbaneja, 2º Marquês de Estella (Jerez de la Frontera, 8 de janeiro de 1870 – Paris, 16 de março de 1930) foi um militar e ditador espanhol, fundador da organização União Patriótica. Era detentor do título nobiliárquico de Marquês de Estella e de Ajdir.

## Biografia
Miguel Primo de Rivera y Orbaneja nasceu em Jerez de la Frontera, província de Cádis, pertencendo a uma família de militares ilustres, na qual se destacava seu tio, Fernando Primo de Rivera (1831–1921), marquês de Estella, várias vezes Ministro da Guerra. Seguindo a tradição familiar, Miguel ingressou no exército aos 14 anos, tendo desenvolvido a maior parte da sua carreira em serviço nas colónias: Marrocos, Cuba e Filipinas, aonde acompanhou o seu tio. Nestes destacamentos, por mérito em combate, teve a oportunidade de ascender rapidamente na hierarquia militar pelo que em 1912 já era general.
Depois de uma intensa carreira política, desautorizado pelos altos comandos militares e pelo rei Afonso XIII, em 1930, Primo de Rivera demitiu-se e autoexilou-se em Paris, onde morreu dois meses mais tarde, amargurado e desiludido com aquilo que entendia ser a ingratidão dos seus compatriotas. Foi sepultado no Cemitério de San Isidro, em Madrid, e mais tarde trasladado para a Basílica de la Merced em Jerez de la Frontera.

## Actividade política
Apesar da sua formação e carreira, que naturalmente o ligavam aos militares africanistas — defensores da manutenção do império colonial — Primo de Rivera defendeu o abandono das colónias espanholas do norte de África, o que lhe trouxe alguns dissabores, incompreensões e represálias políticas.
No posto de general, transitou em 1919 para o serviço na Península, o que lhe permitiu conhecer de perto os problemas sociais e políticos da época. Foi capitão-general de Valência, de Madrid e de Barcelona.
Primo de Rivera, imbuído de ideais militaristas, marcadamente nacionalistas e autoritários, encabeçou a 13 de setembro de 1923 um golpe de Estado, suspendendo a constituição, dissolvendo o parlamento e implantando uma ditadura. O golpe encontrou a conivência de Afonso XIII e a aquiescência de boa parte do patronato, do clero, das forças armadas e dos meios conservadores.
Na sequência do golpe, Primo de Rivera encabeçou um Directório Militar que concentrou todos os poderes do Estado, excluindo da vida política os políticos profissionais.
Tendo em conta que substituíra um regime desprestigiado e em clara decomposição, prometendo uma ditadura meramente transitória, inspirada nos ideais regeneradores do final do século XIX, visando a restaurar a ordem e desarreigar a influência do caciquismo na vida política, inicialmente encontrou pouca resistência. Mesmo os socialistas mantiveram uma neutralidade benévola, dando-lhe o mérito da dúvida.
Na sua acção política, ainda que formalmente se inspirasse por vezes no modelo fascista da Itália de Benito Mussolini, a ditadura de Primo de Rivera foi mais moderada e conservadora.
Durante os anos do Directório Militar (1923-1925), perseguiu os anarquistas (cujo sindicato, a CNT, foi declarado ilegal), os comunistas (que haviam deixado o PSOE e aderido à III Internacional), suprimiu a Mancomunidade da Catalunha — o primeiro órgão administrativo que abarcou toda a Catalunha, desde o século XVIII, e a primeira experiência de autogestão catalã — e perseguiu os catalanistas. Ademais, proibiu o uso das línguas regionais nos atos públicos.
Na acção política, eliminou os partidos e as instituições representativas da vida política, substituindo-os por tecnocratas conservadores, agrupados, a partir de 1924, na Unión Patriótica. Reforçou o proteccionismo estatal em favor da indústria nacional e fomentou a construção de grandes obras públicas.
Um dos seus maiores êxitos consistiu na consolidação da presença espanhola em Marrocos, através de uma vitória militar que pôs fim a anos de permanentes guerras e dificuldades — entre as quais avulta o "Desastre de Annual", a grave derrota militar espanhola de 1921, na região marroquina do Rife, pela qual haviam sido responsabilizados os militares e o próprio rei, o que propiciou o golpe de Estado de 1923.
O Desembarque de Alhucemas (1925) foi parte de uma operação combinada com o exército francês para acabar com a rebelião das cabilas do Rife. Apesar de contradizer as posições anteriores de Primo de Rivera sobre as colónias do norte de África, foi um êxito tão significativo que o animou a institucionalizar a ditadura de forma duradoira. Para tal, o Directório Militar deu lugar a um Directório Civil (1925-30) e reuniu-se uma Assembleia Nacional (1927) que elaborou um anteprojecto de Constituição (1929). Aquele simulacro de Parlamento, claramente não democrático, mesmo assim mostrou a diversidade de posições políticas que havia entre os apoiantes da ditadura, contrapondo os católicos conservadores da velha cepa aos corporativistas autoritários atraídos pelo fascismo.
Divididas as hostes primorriveristas e arrefecido o relacionamento do ditador com o rei, as forças que apoiavam a ditadura não foram capazes de afrontar o auge da oposição, crescentemente unida e mobilizada ante a ameaça de ver perpetuar-se o regime. Socialistas e republicanos uniram-se na campanha contra a ditadura, numa oposição que ameaçava arrastar também a Monarquia que a havia apoiado. Estudantes, operários e intelectuais manifestavam-se contra o regime e os próprios militares conspiravam contra Primo de Rivera.
A 22 de junho de 1927 foi agraciado com a Grã-Cruz da Ordem Militar de Cristo de Portugal e a 30 de dezembro de 1929 foi agraciado com a Grã-Cruz da Ordem Militar da Torre e Espada, do Valor, Lealdade e Mérito de Portugal, no mesmo dia em que os seus dois filhos, ambos então alferes, Fernando Primo de Rivera y Sáenz de Heredia e Miguel Primo de Rivera y Sáenz de Heredia, foram feitos Cavaleiros da Ordem Militar de Avis, e o seu filho, o então também alferes José Antonio Primo de Rivera y Sáenz de Heredia, foi feito Comendador da Ordem Militar de Cristo.
Finalmente, abandonado pelos altos comandos militares e pelo rei, Primo de Rivera apresentou a sua demissão (1930) e exilou-se em Paris, não sem antes recomendar a Afonso XIII alguns nomes de militares que poderiam suceder-lhe à frente do governo, entre eles o do general Dámaso Berenguer, que assumiu a presidência.